# Mr. Pam
mr. Pam, née le 8 décembre 1972 à San Francisco, est une réalisatrice de films pornographiques américaine.

## Biographie
Elle travaille d'abord dans le montage de vidéo pour le studio de films pornographiques gays Falcon Entertainment. C'est à ce moment que le studio lui fait prendre le pseudonyme de mr. Pam, pour dissimuler qu'une femme travaillait dans la pornographie gay.
Elle travaille rapidement à la photographie des films et à la vidéographie pour plusieurs studios (Jet Set Productions, Studio 2000, COLT, Black Scorpion). Elle coréalise ensuite à partir de 2008 plusieurs films avec Michael Lucas pour la société de production de ce dernier, Lucas Entertainment. Depuis 2012, elle travaille comme réalisatrice chez Naked Sword.

## Filmographie partielle
- 2005 : eXposed: The Making of a Legend (documentaire)
- 2008 : Return to Fire Island 1, coréalisé avec Michael Lucas
- 2009 : Wall Street, coréalisé avec Michael Lucas, avec Michael Lucas, Rafael Alencar, Árpád Miklós
- 2009 : Lost Diary of Giovanni, coréalisé avec Michael Lucas
- 2010 : Fuck Me Hard, coréalisé avec Michael Lucas
- 2010 : Passion, coréalisé avec Michael Lucas, avec Dean Monroe, Michael Lucas, Rafael Alencar
- 2010 : Heat Wave, coréalisé avec Michael Lucas, avec Adam Killian, Rafael Alencar
- 2010 : Urine Fist Fest, coréalisé avec Michael Lucas, avec Jonathan Agassi, Michael Lucas, Brice Farmer
- 2011 : Assassin, coréalisé avec Michael Lucas et Marc MacNamara
- 2011 : Gentlemen: Men in Suits, coréalisé avec Michael Lucas, avec Adam Killian, Árpád Miklós
- 2012 : Cock Riders, coréalisé avec Chris Crisco et Adam Killian, avec Rafael Alencar, Damien Crosse, Rafael Carreras
- 2013 : Frat House Cream, avec Hunter Page, Connor Maguire
- 2014 : Addict, avec Christian Wilde, Trenton Ducati
- 2015 : Vegas Hustle, avec Brent Corrigan
- 2016 : Fuck Me I'm Famous, avec Adam Ramzi, Colby Keller
- 2016 : Secret and Lies, avec Rocco Steele

## Distinctions
Prix
- Grabby Awards 2012 : meilleure vidéographie pour Assassin, et meilleure réalisation (partagé avec Michael Lucas et Marc MacNamara)[2]
- Grabby Awards 2014 : meilleure réalisatrice pour Frat House Cream[3]
- PinkX Gay Video Awards 2014 : meilleur film étranger pour Stalker[4]
- XBIZ Award 2017 : réalisatrice de vidéo gay de l'année[5]

Nominations
- GayVN Award 2008 : meilleure vidéographie pour Gigolo et meilleur montage pour Hunger[6]
- PinkX Gay Video Awards 2015 : meilleure réalisatrice pour Addict

Hall of Fame
- GayVN Award 2021